# Püspöki palota (Székesfehérvár)
A székesfehérvári püspöki palota a Székesfehérvári egyházmegye központja. A Belvárosban, a Városház téren található, 1788–1801 között épült empire- és copf stílusban. A palotának olyan nevezetességei vannak, mint a Püspöki Könyvtár, mely körülbelül 40 000 kötetet számlál a középkori kódexekkel és ősnyomtatványokkal együtt. A fehérvári püspöki rezidencia a legjelentősebb ilyen stílusú épület Magyarországon.

## Története
Az 1788 és 1801 között épült empire- és copf stílusú palota részben a Szent István által építtetett Nagyboldogasszony-bazilika helyén áll, és annak építőköveinek felhasználásával épült. Az új egyházmegye első főpásztora a kiváló képzettségű Séllyei Nagy Ignác lett, aki a kor ízléséhez és pompájához illő püspöki rezidenciát álmodott. Az építkezést 1788-ban kezdték el Franz Anton Fiegs tervei alapján, de a püspök 1789-es haláláig csak az északi szárnyat sikerült befejezni. Az egyházmegye vezetését és a palota tervdokumentációit Milassin Bertalan Miklós, II. József király gyóntatójából lett püspök örökölte, bár a mai napig vitatott, hogy az eredeti terveket felhasználva vagy új terveket készíttetve kérte fel Reider Jakabot, a kor híres építészét a mai palota főszárnyának befejezésére. Az új főpásztor jelentős művészeti magángyűjteménnyel rendelkezett, de ez az első és második világháború során a várost elfoglaló haderők kifosztották a palotát, ezért mára csak két teljes XVIII–XIX. századi berendezésű szoba található benne.

## Leírása
A középrizalitot nagy háromszögletű oromzat zárja le, ebben dúsan díszített barokk püspöki címer látható. Székesfehérvár második püspöke, Milassin József barokk címere. Kétfelől az oromzat tetőrészén egy-egy könyökére támaszkodó, kőből faragott fekvő nőalak van. A tető szélét kőfal díszíti puttókkal és urnákkal. A főhomlokzat dísze a hat pár korinthusi fejezetű falpillér, melyeket középen rátétes rozetták és füzér hangsúlyoznak. A palota két sarka fölött kőbábos attika ül, rajta vázák között egy-egy puttócsoport. Az épületet dekoratív manzárdtető zárja le.
A palota belső berendezésében az empire- és a biedermeier stílus érvényesül. Az ebédlőben látható klasszicista falképek a 19. század első felében készültek.
A palota lépcsőházában elhelyezett díszes faragványos kövek Szent István bazilikájából valók.
A palotakert egészen a várfalig ér, ami a Várkörutat szegélyezi. A kert részben a középkori bazilika északi hajóját fedi, részben a bazilikához csatlakozó még feltáratlan kápolnákat és királyi épületeket rejti magában. Több, még a rómaiak korából származó pogány és őskeresztény kőemlék, továbbá a bazilika Szent Katalin-, illetve Nagy Lajos kápolnájából származó faragványos kő (vörösmárvány lapon az Anjou-liliom) látható.
A palota csak bejelentkezéssel látogatható.

## A palota nevezetességei
- Prohászka Ottokár volt megyés püspök dolgozó- és hálószobája
- XVI. Lajos-, empire- és biedermeier-bútorzatú szobák
- Velencei csillárok
- Barokk cserépkályhák
- Emilie Reuillon: Péter hajója a viharzó tengeren (festmény)
- Székesfehérvári Püspöki Könyvtár
- Domenico Morone: Krisztus a kereszten (festmény)
- Az egyházmegye püspökeit ábrázoló festmények
- Díszterem
- Püspöki magánkápolna

## Galéria

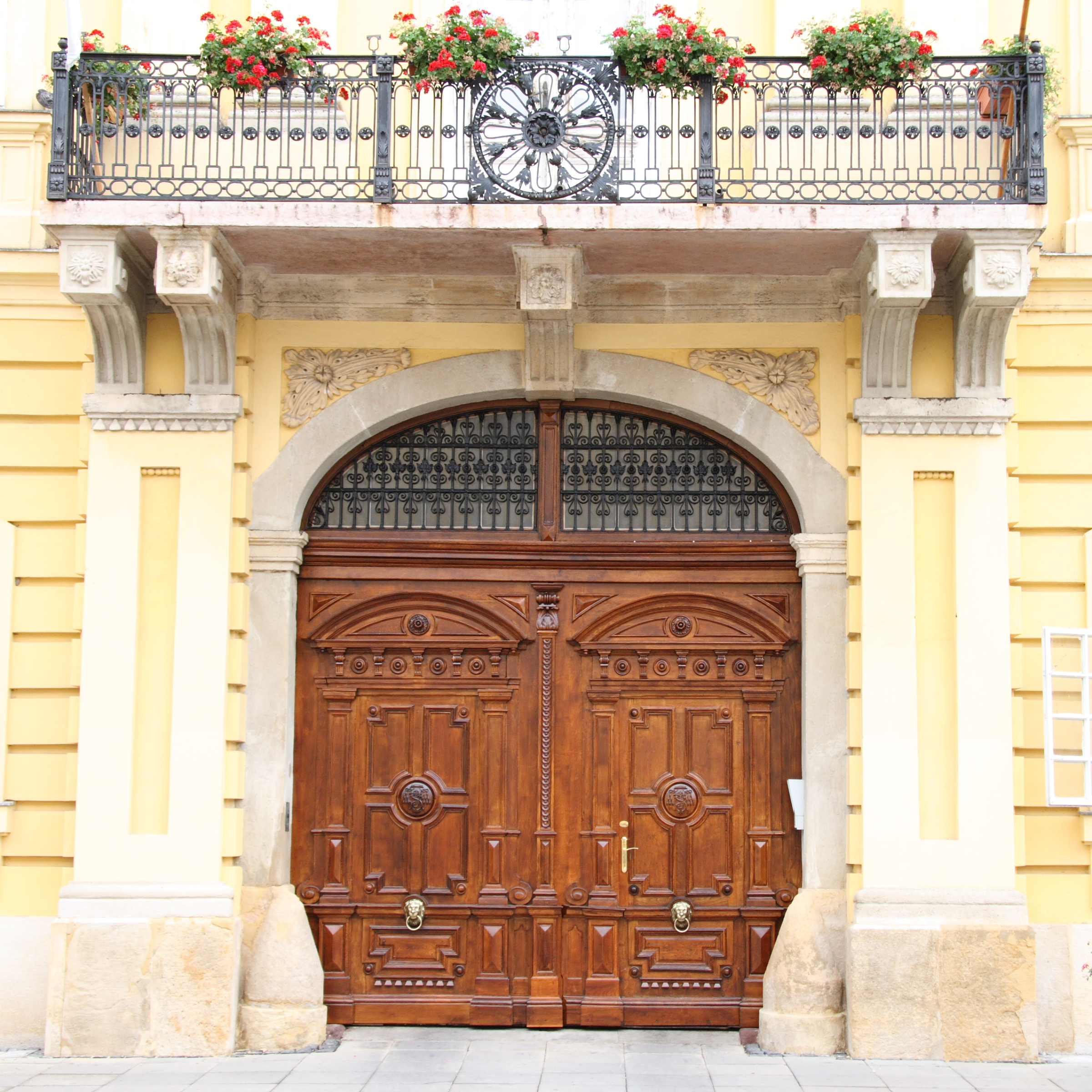
Főbejárat
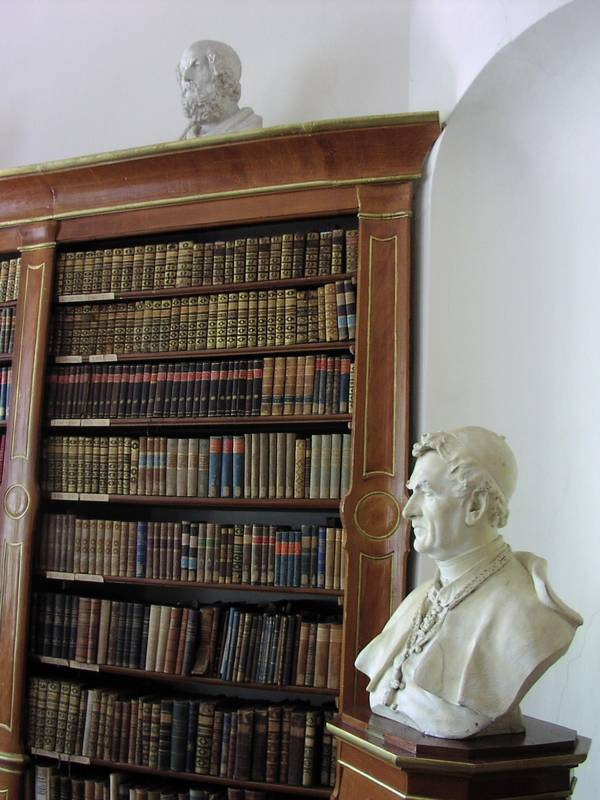
Püspöki Könyvtár
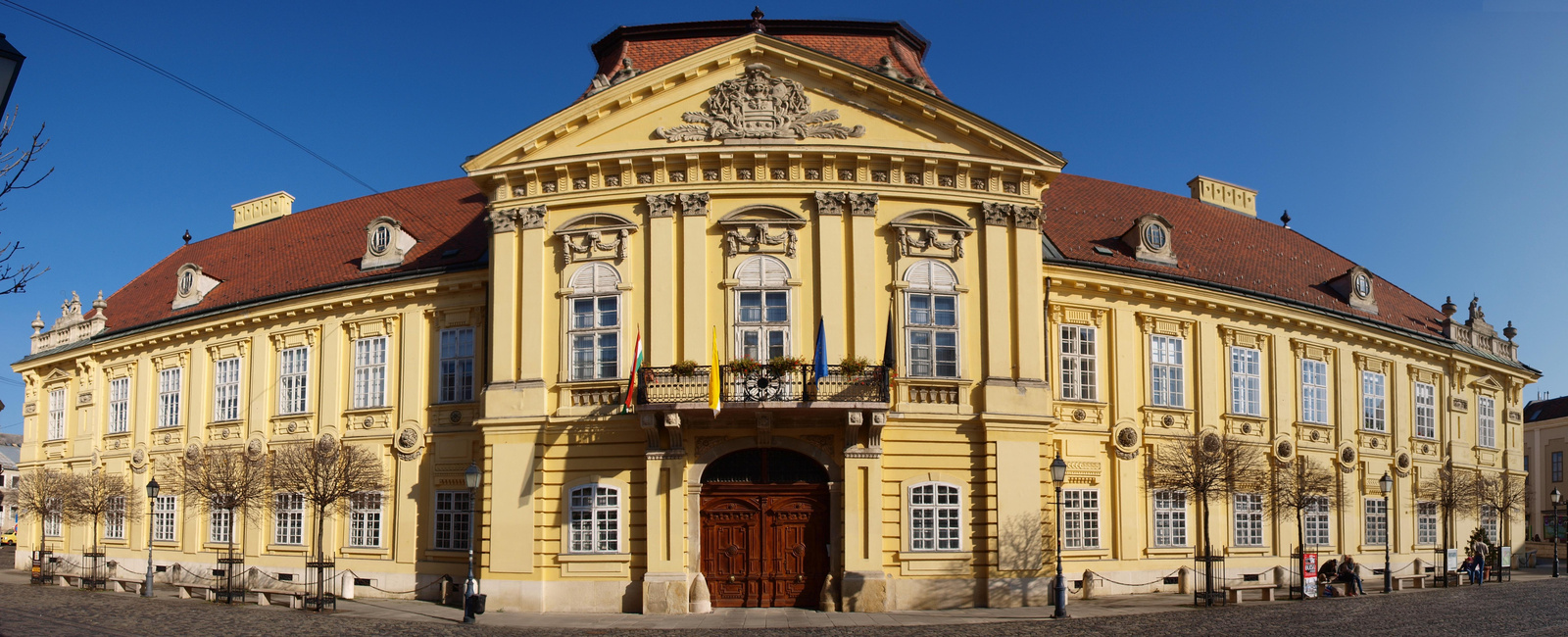
A palota teljes Városház téri homlokzata
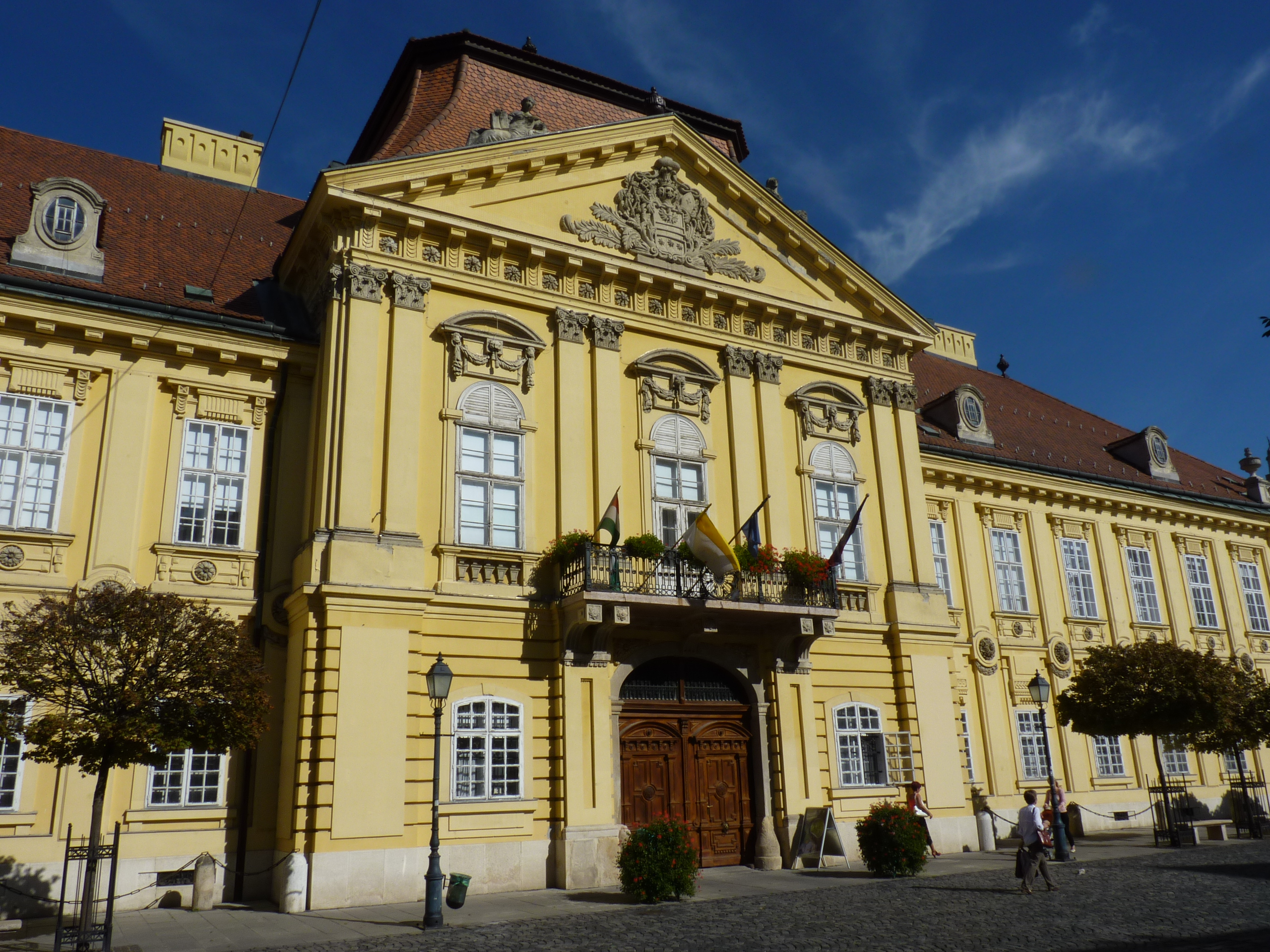
Főhomlokzat
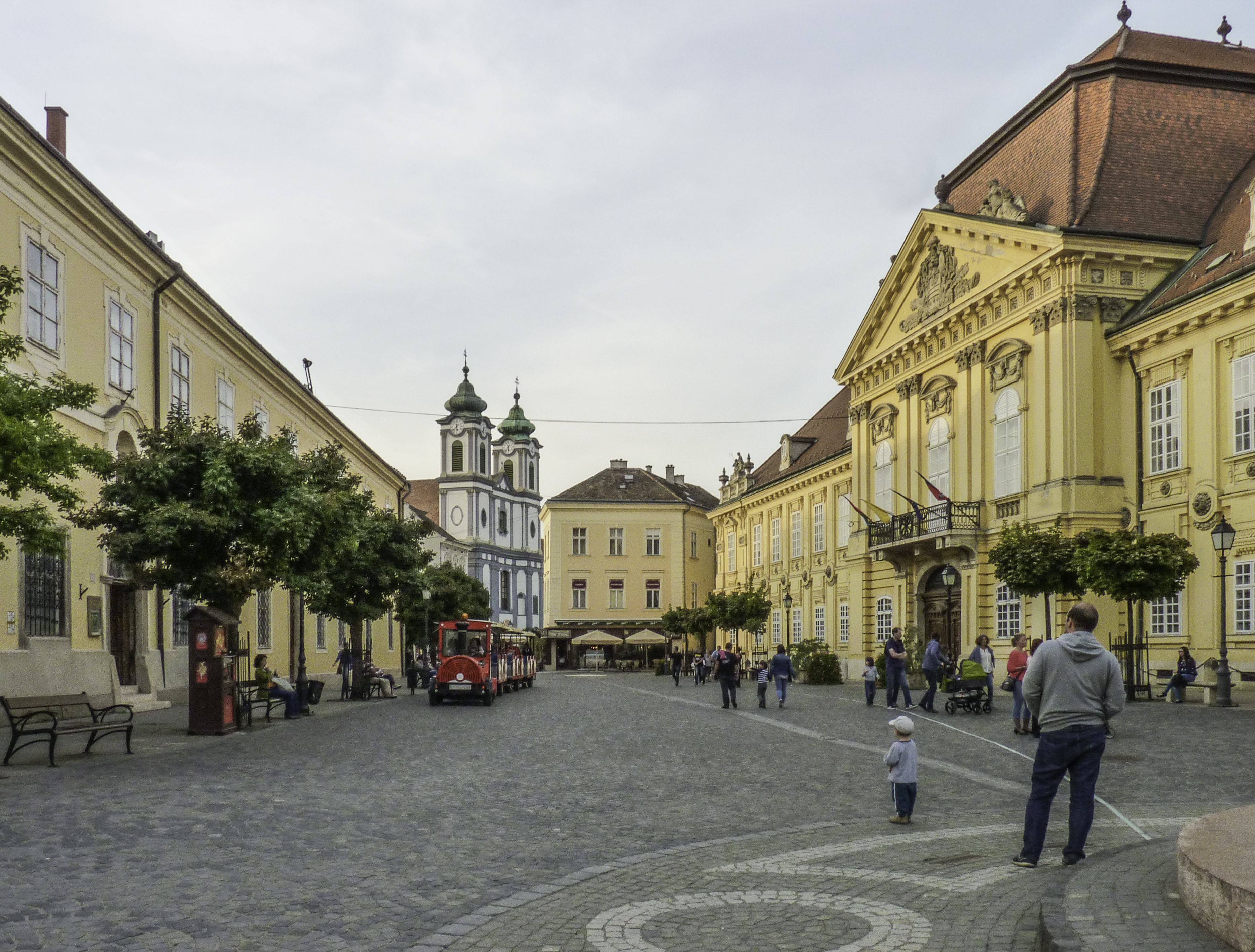
Látkép a Fő utcai ciszterci templommal 2016-ban
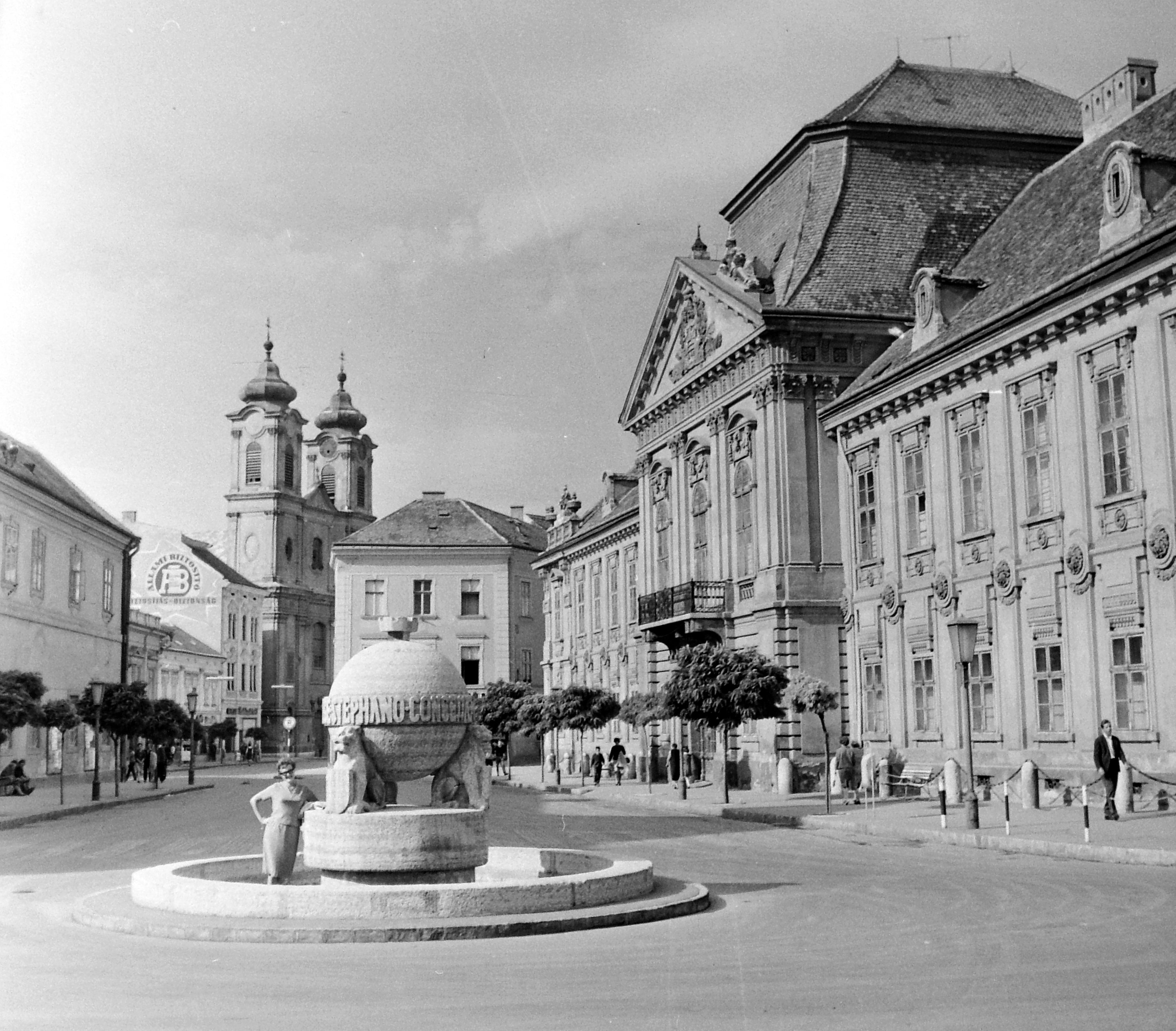
Látkép 1972-ben
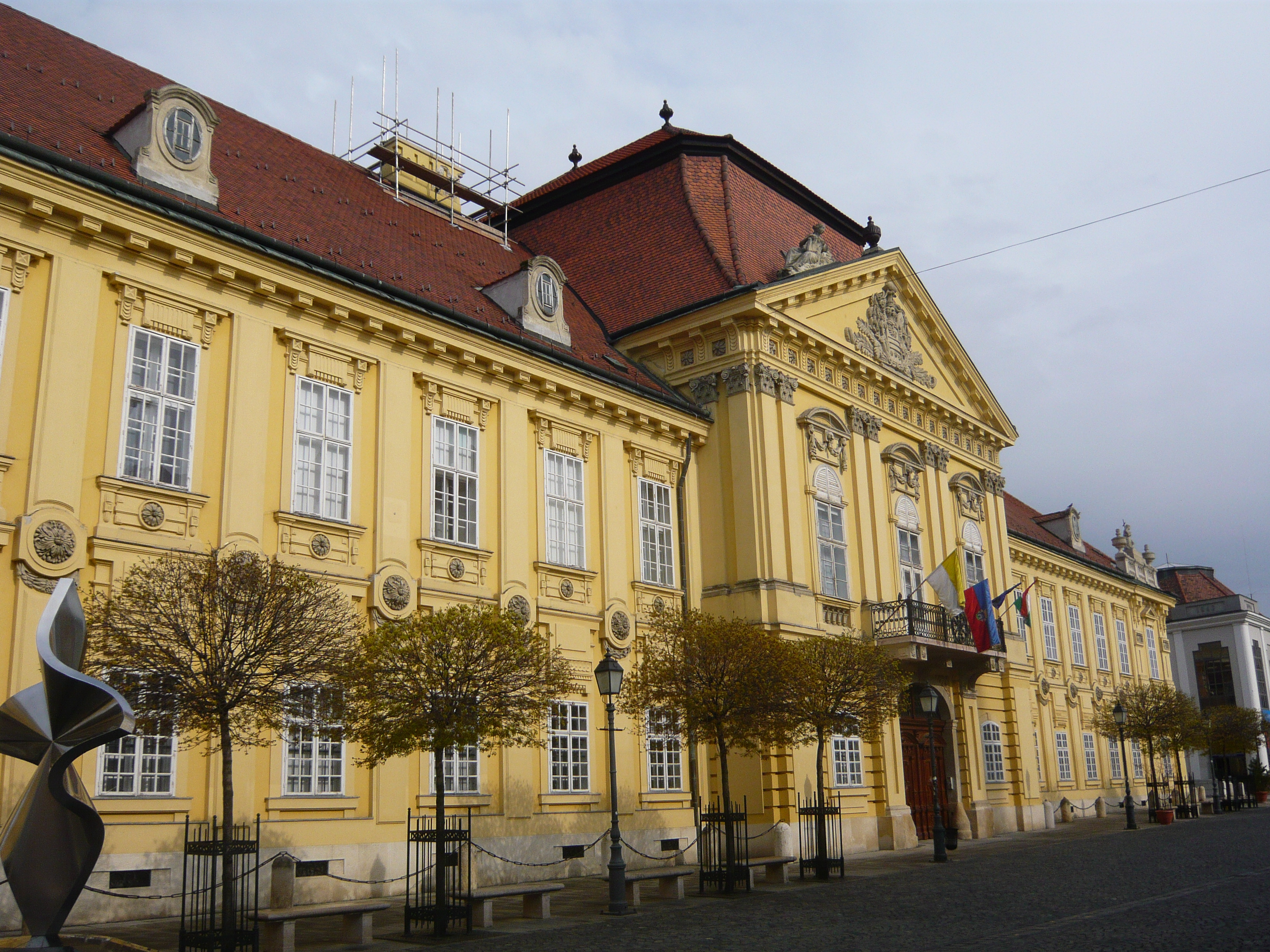
Az épület a Fő utca felől

## Külső hivatkozások
- Püspöki palota Székesfehérvár – a Vendégváró cikke